# Інгеборг (королева Франції)
Інгеборг Данська (дан. Ingeborg Valdemardatter af Danmark, фр. Ingeburge de Danemark; 1174 — 29 липня 1236) — Данська принцеса, у шлюбі — королева Франції в 1193 і 1200—1223 роках.
Друга дружина короля Франції Філіпа II Августа.

## Біографія
Молодша донька короля Данії Вальдемара I Великого (онука Великого князя Київського Мстислава І) і принцеси Софії (правнучки Короля Русі Ярополка Ізяславича).
Вона була сестрою королів Данії Кнуда VI і Вальдемара II Переможця.
У грудні 1192 року англійський король Річард I Левове Серце потрапив до австрійського полону. Французький король Філіп II, який був супротивником Річарда І, хотів скористатись цим й почав вести переговори з королем Кнудом VI Данським про укладення шлюбу з однією з його сестер.
Через цей союз мав намір скористатися стародавнім «нормандським правом на Англію», пов'язаним з данським завоюванням, і розраховував на допомогу данського флоту і армії під час нападу на Англію.
Зі свого боку Кнуд VI, одружений з дочкою короля Генріха Лева, бажав позбутися опіки імператора Генріха VI й охоче скористався підтримкою французів у боротьбі проти нього.
Кнуд VI вибрав «найкрасивішу зі своїх сестер, Інгеборгу». Переговори про шлюб велися півроку, але коли наречена прибула морем до Франції потреби в цьому союзі для Філіпа II вже не було. Угода про викуп короля Річарда І була укладена 29 червня, і Філіпу довелося спішно виправляти помилку, яку він зробив, завдавши своїм шлюбом образу імператору Генріху VI. До того ж імператор хотів створити політичний союз з Францією і планував одружити Філіпа зі своєю двоюрідною сестрою Аґнесою Рейнською.
14 серпня 1193 року в соборі Ам'єнської Богоматері Інгеборга одружилася з королем Філіпом II Августом, вдівцем після смерті Ізабели де Ено. Намагаючись виправити становище, в яке потрапив, він запропонував данським послам відвезти Інгеборгу з собою в Данію, але вона відмовилася залишати Францію, яку тепер вважала своєю.
Провівши своїх земляків до Фландрії, вона влаштувалася в Сізуенському абатстві, а після в монастирі Сен-Мор-де-Фоссе, призначеному їй в якості резиденції. Оскільки Філіпу Августу потрібні були сини, 5 листопада 1193 року на асамблеї єпископів він домігся дозволу на розлучення, посилаючись на існуючу спорідненість з Інгеборгою. Вже 1 червня 1196 він одружився з Аґнесою Меранською.
Інгеборга, що залишилася без підтримки і не говорила ні французькою, ні латиною, все-таки заявила свій протест в зверненні до Папи Римського Целестина III. Це стало причиною її двадцятирічного ув'язнення в замку Етамп, під час якого Інгеборга страждала від жорстокості і принижень. До неї не допускали ніяких послів з батьківщини, обмежували в харчуванні, відмовляли у лікарському догляді.
Її становище було відомо всій Європі. Папство присвятило цій трагедії чотири церковних собори, які постановили, що розлучення було незаконним, а Інгеборга наполягала на збереженні шлюбу. За наполяганням Папи Інокентія III, який 6 грудня 1199 року на церковному соборі в Діжоні відлучив короля від церкви, Філіп ще до смерті Аґнеси Меранської (1200 рік) визнав Інгеборгу своєю дружиною, але незабаром знову відкинув її.
Коли в січні 1213 року постала загроза конфлікту з Англією і імператором Оттоном IV, Філіпу знадобився союз з Папою Римським, він повернув Інгеборзі місце дружини і королеви. Незважаючи на всі свої нещастя, Інгеборга раділа виходу на свободу. Всі десять наступних років вона жила з чоловіком «як брат і сестра».
У своєму заповіті Філіп II надав їй 10 000 золотих, так як визнав, що поводився з нею несправедливо.
1223 року Інгеборга стала вдовою-королевою, після чого вела замкнене життя і виходила в світ лише з нагоди великих церемоній. Отримавши в уділ Орлеан, вона провела там залишок життя.
Інгеборга померла бездітною 29 липня 1236 р. в сані настоятельки абатства Святого Івана в Корбі. Вона заповідала, щоб її поховали в соборі Сен-Дені, але онук Філіпа II, Людовик IX Святий, її прохання відхилив. Після смерті її майно було повернуто короні.

## Родовід
Інгеборг Данська веде свій родовід, в тому числі, й від Великих князів Київських.